# My Grandfather's Son
My Grandfather's Son: A Memoir (El hijo de mi abuelo: Una memoria, traducción literal) son las memorias de Clarence Thomas, un Juez Asociado de la Corte Suprema de Estados Unidos.
El libro cuenta toda la vida de Thomas hasta el presente, comenzando con su infancia en el Deep South y la decisión de su madre de enviarlo a él y su hermano para que fueran educados por su padre y su madrastra debido a que ella se sentía incapaz de cuidarlos. Cuanta sobre su vida con sus abuelos, su tiempo en el college y en la escuela de derecho y su carrera en el gobierno. El autor pone especial atención a sus audiencias de confirmación para la Corte Suprema. La memoria explica el estrés emocional de Thomas respecto al divorcio con su primera cónyuge, su evolución intelectual al conservadurismo y sus problemas económicos a finales de la década de 1980. También incluye una confesión sobre su previa lucha contra el alcohol.
My Grandfather's Son fue alabado por su tono franco y su estilo bien escrito. Sin embargo, también fue criticado por ser muy parcial para un Juez de la Corte Suprema y por sobre enfatizar alegaciones que lo dejan como una víctima. Gran parte de los medios centraron su atención en los capítulos sobre las audiencias de confirmación, uno de los cuales se titula "Invitación a un linchamiento." Thomas recibió de adelanto por el libro $1.5 millones, que llegó al número uno en la lista de superventas de no ficción del New York Times.

## Resumen
En My Grandfather's Son Thomas describe su vida en orden cronológico. El principio del libro está dominado por el impacto que su abuelo tuvo en él, mientras que las secciones que describen su vida adulta hasta su nominación a la Corte Suprema se enfocan en su lucha para sobrellevar los demonios internos, sin describir mucho su carrera. Tras su confirmación en la Corte, Thomas centra el libro en temas profesionales, ideológicos y judiciales. El tema de la raza y el tema del desarrollo personal recorren todo el libro, y muchos temas son mirados desde una de estas dos perspectivas, o desde ambas.